# Панков, Евгений Викторович
Евге́ний Ви́кторович Панко́в (род. 24 ноября 1983, Керчь, Крымская АССР, Украинская ССР, СССР) — Российский футболист, защитник, тренер

## Карьера
Воспитанник севастопольской ДЮСШ-5 и симферопольского УОР. В десятом классе переехал в Краснодар и учился в местном спортивном интернате «Центр-Р-Кавказ», откуда получил вызов в юношескую сборную России. В 2001—2005 годах защищал цвета клуба «Краснодар-2000». В 2003 году был арендован на полгода «Дружбой». В августе 2005 года пополнил ряды махачкалинского «Динамо». В январе 2006 года перешёл в «Спартак-МЖК». Летом того же года подписал контракт с нижегородским «Спартаком». В январе 2007 года вернулся в «Краснодар-2000». В июле того же года пополнил ряды минского «Динамо». Дебютировал в Высшей лиге Белоруссии 10 июля в матче против «Витебска» (0:0). В 2008—2009 годах был арендован «Гранитом» и «Минском». В марте 2010 года перешёл в «Жемчужину-Сочи». В сезоне 2011/12 защищал цвета ставропольского «Динамо». Завершил карьеру в клубе «Славия-Мозырь» в 2012 году.

## Достижения
- Бронзовый призёр зоны «Юг» Второго дивизиона: 2003